# 怪猫五十三次 (1956年の映画)
『怪猫五十三次』（かいびょうごじゅうさんつぎ）は、1956年（昭和31年）7月19日公開の日本映画である。鶴屋南北の「独道五十三駅」元にした化け猫ものの怪談映画。監督は加戸敏。主演は勝新太郎。大映京都作品。モノクロ、スタンダード、モノラル。9巻、2374、87分。アスペクト比は1.375:1。

## スタッフ
- 製作：武田一義[1][2][3]
- 企画：税田武生[1][2][3]
- 監督：加戸敏[1][2][3]
- 脚本：八尋不二[1][2][3]
- 撮影：牧田行正[1][2][3]
- 録音：奥村雅弘[1][2][3]
- 照明：加藤庄之丞[1][2][3]
- 美術：神田孝一郎[1][2][3]
- 音楽：鈴木静一[1][2][3]

## キャスト
- 南三次郎：勝新太郎[1][2][3]
- 浪路/小浪：三田登喜子[1][2][3]
- お春：若松和子[1][2][3]
- 松造：林成年[1][2][3]
- 大高伝蔵：市川小太夫[1][2][3]
- 林半助：三井弘次[1][2][3]
- 原小平太：千葉登四男[1][2][3]
- 本多三河守：南條新太郎[1][2][3]
- 腰元文江：浜世津子[1][2][3]
- 局藤波：入江たか子[1][2][3]
- 和尚：東良之助[1][2][3]
- 鳴海十兵衛：南部彰三[1][2][3]
- 田辺浩助：水原浩一[1][2][3]
- 源一郎：高倉一郎[1][2][3]
- 用人：藤川準[1][2][3]
- 宿の番頭：菊野昌代士[1][2][3]
- 勘定方：寿多喜伸[1][2][3]
- 藤波の若党：愛原光一[1][2][3]
- 藤波の一行：中西五郎[1][2][3]
- 藤波の一行：遠山泰裕[1][2][3]
- 宿の女中：前田和子[1][2][3]
- お磯：金剛麗子[1][2][3]